# Program nauczania

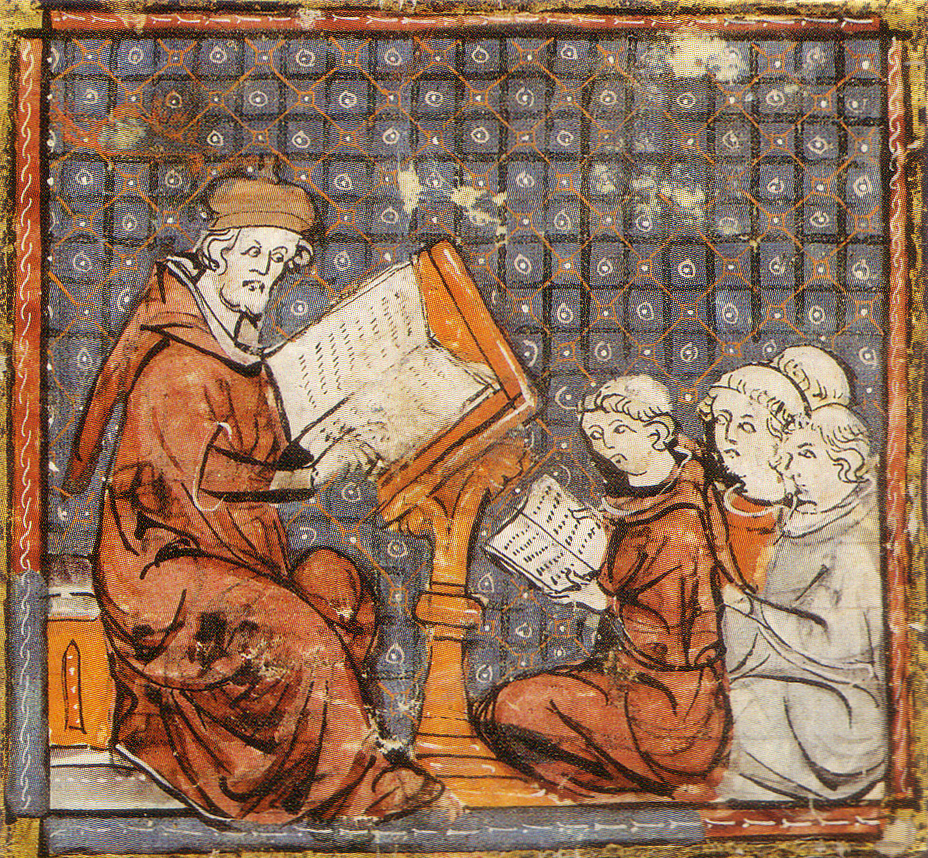
Lekcje filozofii w Paryżu. Wielkie kroniki Francji.

Program nauczania – opis sposobu realizacji celów i zadań ustalonych w podstawie programowej lub innych zadań wspomagających realizację tych celów.
Program nauczania może obejmować wszystkie przedmioty związane z edukacją realizowaną w szkole odpowiedniego typu i szczebla, ale może również dotyczyć tylko jednego przedmiotu kształcenia.

## Rodzaje programów nauczania
- Program liniowy – każda następna część materiału jest dalszym ciągiem poprzedniej, dlatego uczeń danych treści uczy się tylko raz.
- Program spiralny – jest pewnym ulepszeniem programu liniowego. Różni się od niego tym, że do tych samych treści wraca się na coraz wyższych poziomach, rozszerzając ich zakres.
- Program koncentryczny – te same cykle materiału wracają dwa lub więcej razy w odstępach paroletnich, co umożliwia uczniom coraz głębsze ich poznanie.